# 英仙座流星雨
英仙座流星雨是一個與斯威夫特-塔特爾彗星有關，多產的流星雨。流星之所以被稱為英仙座流星雨，是因為它們發出流星的點（被稱為輻射）位於星座的英仙座。

## 詞源學
這個名字來源於希臘神話中達那厄（古希腊语：Δανάη）的兒子柏修斯。

## 性質

英仙座流星雨的輻射點。

以慢動作（x 0.1）演示一個大小約10毫米的英仙座流星雨流星體，進入地球大氣層。流星體位於明亮軌跡的頭部，電離的中氣層複合輝光在尾部仍可見約0.7秒
(實時動畫的變體)

沿著斯威夫特-塔特爾彗星的軌道延伸的碎片流被稱為英仙座雲。雲由彗星在133年的軌道上運行時噴出的粒子組成。成為雲層一部分的大多數粒子，大約已經有一千年了。然而，1865年從彗星上脫落的氣流中也有一根相對年輕的塵埃絲，這可能會在最大陣雨的前一天出現早期的迷你峰值。據估計，地球附近雲層的尺寸約為0.1天文單位（AU），每年與地球引力相互作用，因此沿地球軌道擴散約0.8AU。
流星雨從每年7月中旬開始出現，活動高峰在8月9日至14日之間，具體取決於流星體流的特定位置。在高峰期，流星的數量達到每小時60顆或更多。它們在天空中隨處可見；然而，由於流星雨的輻射點在英仙座，能看見英仙座流星雨的主要地區主是北半球。與許多流星雨一樣，可見率在黎明前是最大的，因為在地球前進的方向上會有較多的流星體被地球引力吸引進入地球的大氣層中，這對應於午夜到中午之間的當地時間，如下圖所示。雖然許多流星在黎明到中午之間出現，但由於白天的原因，它們通常看不見。一些也可以在午夜前看到，通常在掠過地球大氣層時，能產生長而明亮的軌跡，有時是火球。大多數英仙座流星雨在80（50英里）以上的高度時，就會在大氣層中燃燒。

### 高峰時間

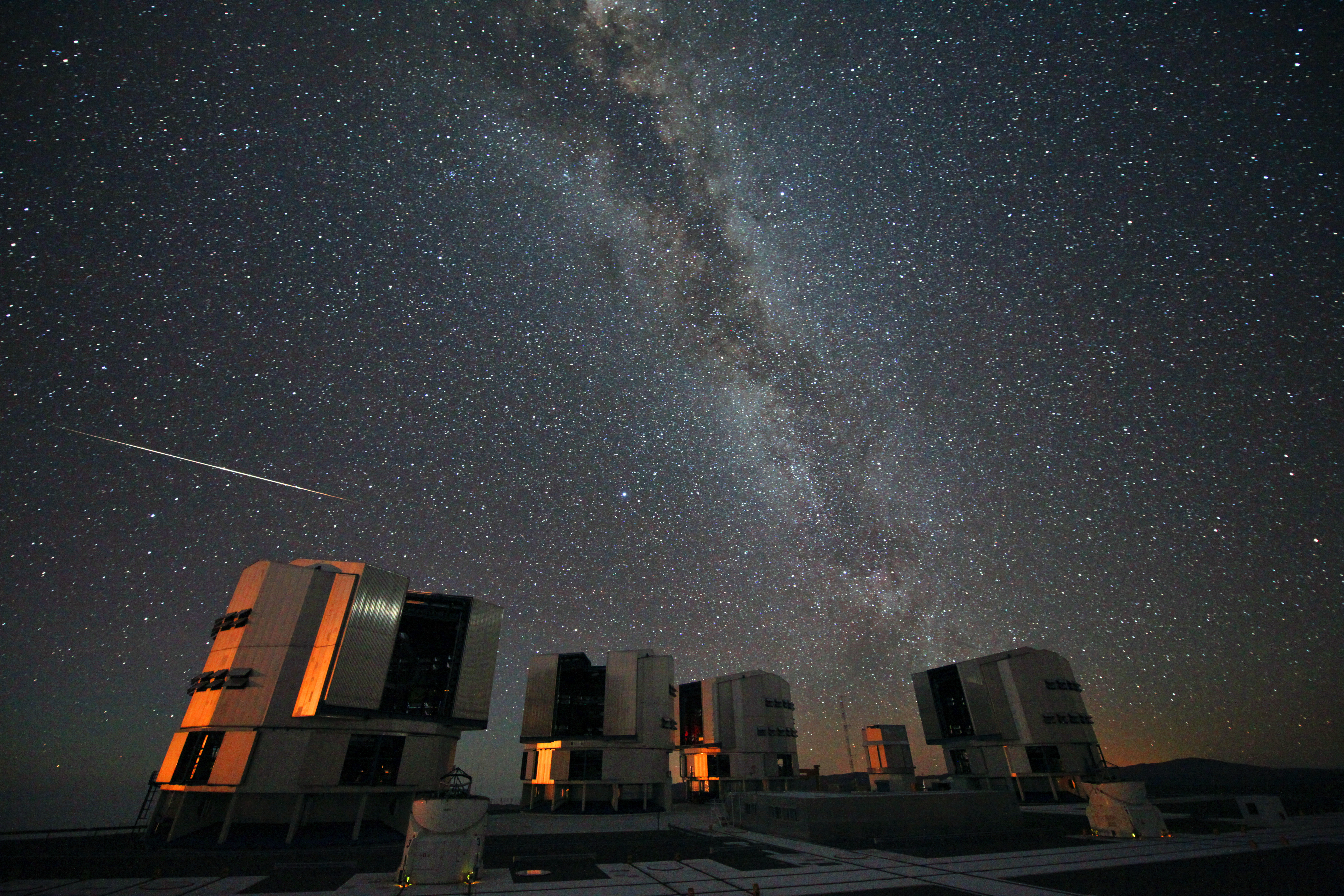
2010年掠過ESO的VLT上空的英仙座流星雨。

| 年   | 英仙座流星雨活躍時段 | 流星高峰期                                                                   |
| ---- | -------------------- | ---------------------------------------------------------------------------- |
| 2022 | 7月17日 – 8月24日    | 8月12–13日（8月12日滿月）                                                    |
| 2020 | 7月16日 – 8月23日    | 8月12–13日（ZHRmax 100）（8月3日滿月）                                       |
| 2019 | 7月17日 – 8月24日    | 8月12–13日 (ZHRmax 80) (full moon on Aug 15)                                 |
| 2018 | 7月17日 – 8月24日    | 8月11–13日（ZHRmax 60）                                                      |
| 2017 | 7月17日 – 8月24日    | 8月12日                                                                      |
| 2016 | 7月17日 – 8月24日    | 8月11–12日（ZHRmax 150）                                                     |
| 2015 | 7月17日 – 8月24日    | 8月12–13日（ZHRmax 95）（8月14日朔）                                         |
| 2014 | 7月17日 – 8月24日    | 8月13日（ZHRmax 68）（8月10日滿月）                                          |
| 2013 | 7月17日 – 8月24日    | 8月12日（ZHRmax 109）                                                        |
| 2012 | 7月17日 – 8月24日    | 8月12日（ZHRmax 122）                                                        |
| 2011 | 7月17日 – 8月24日    | 8月12日（ZHRmax 58）（8月13日滿月）                                          |
| 2010 | 7月23日 – 8月24日    | 8月12日（ZHRmax 142）                                                        |
| 2009 | 7月14日 – 8月24日    | 8月13日（ZHRmax 173）（估計峰值為173，但是月相為張弓月，遮蔽了暗淡的流星。） |
| 2008 | 7月25日 – 8月24日    | 8月13日（ZHRmax 116）                                                        |
| 2007 | 7月19日 – 8月25日    | 8月13日（ZHRmax 93）                                                         |
| 2006 |                      | 8月12/13日（ZHRmax 100）                                                     |
| 2005 |                      | 8月12日（ZHR max 90）                                                        |
| 2004 |                      | 8月12日（ZHRmax >200）                                                       |
| 1994 |                      | （ZHRmax >200）                                                              |
| 1993 |                      | （ZHRmax 200–500）                                                           |
| 1992 |                      | 8月11日（8月13日滿月下的爆發）                                               |
| 1883 | 8月9日或更早         | 8月11日（ZHRmax 43）                                                         |
| 1864 |                      | （ZHRmax >100）                                                              |
| 1863 |                      | （ZHRmax 109–215）                                                           |
| 1861 |                      | （ZHRmax 78–102）                                                            |
| 1858 |                      | （ZHRmax 37–88）                                                             |
| 1839 |                      | （ZHRmax 165）                                                               |

## 歷史觀察和聯想

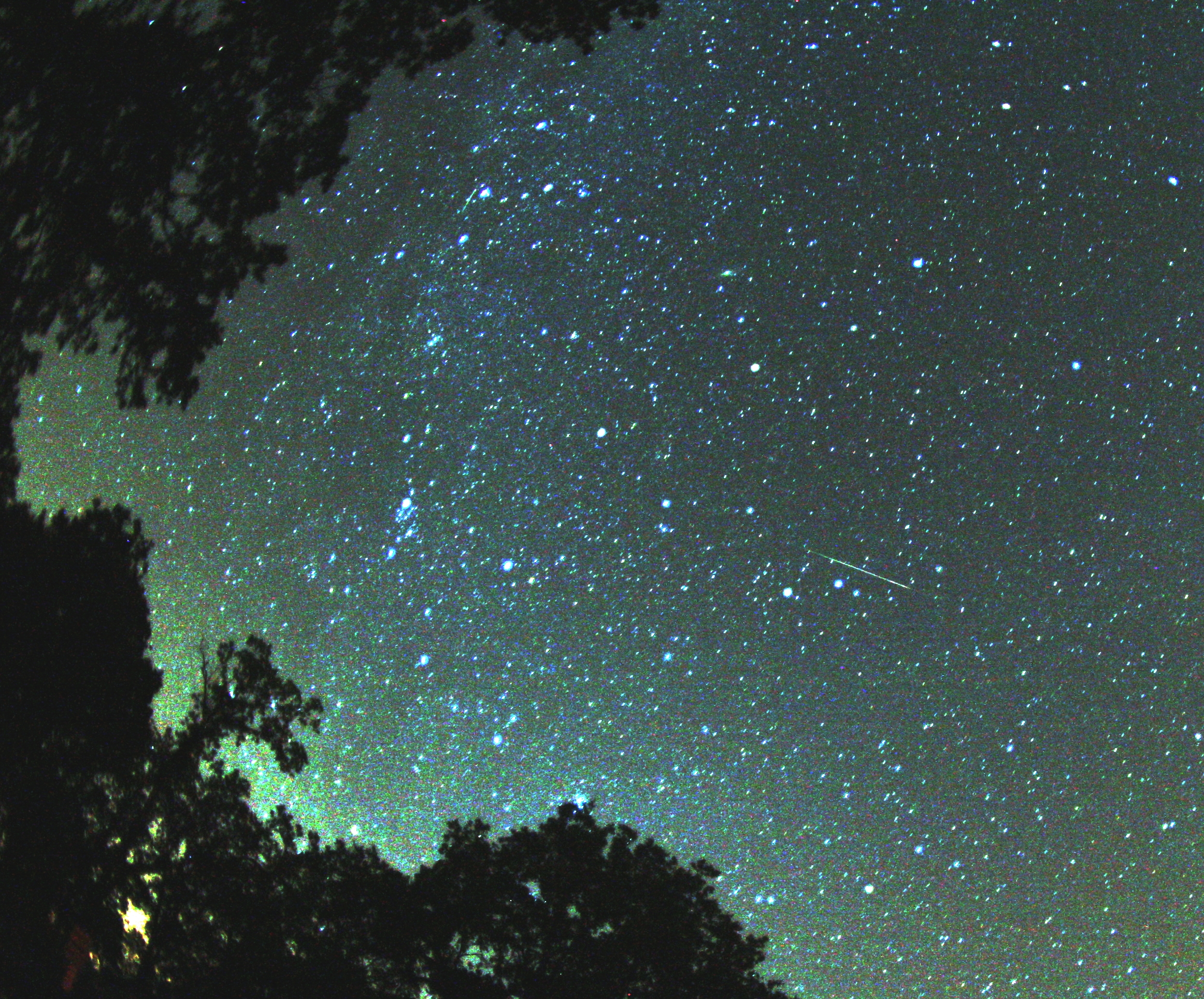
2007年的一顆英仙座流星

西元258年8月10日，天主教的聖人羅馬的聖老楞佐殉教。因為英仙座流星雨出現的峰值在每年的8月12/13日，與此日期相近，因此一些天主教徒將其稱為懸掛在天空中的「聖勞倫斯的眼淚」。據說這位聖人被活活燒死在一個格栅上。他的死因幾乎可以肯定是地中海民間傳說的起源，傳說中的流星是聖勞倫斯殉難的火花。民間傳說還說，在8月9日至10日的夜晚，植物的地下出現了冷卻的餘燼，這些餘燼被稱為「聖勞倫斯的煤」。
8月10日，有利於天主教聖人和他的羅馬禮儀日排名#節日的過渡，遠離異教神靈及其節日，被稱為聖徒和節日的基督教化，由拉丁名勞倫蒂烏斯與拉倫蒂亞的語音輔助促進了這種聯繫。
1836年，阿道夫·凱特萊特寫道：「J'ai cru remarquer aussi une fréquence plus grande de ces météores au mois d'août （du 8 au 15）.」 - 「我想我也注意到這些流星在 8 月份（從8日到15日）的頻率更高。」在研究了歷史記錄後，他預測8月10日將達到峰值。然後，他寫信給其他天文學家，他們在1837年8月10日晚上證實了這一預測。但由於天氣不好，凱特萊特錯過了流星雨。
在1866年，斯威夫特-塔特爾彗星經過近日點之後，義大利天文學家喬凡尼·斯基亞帕雷利發現了流星雨和彗星之間的聯繫。他的發現包含在與安傑洛·西奇的信件往來中。

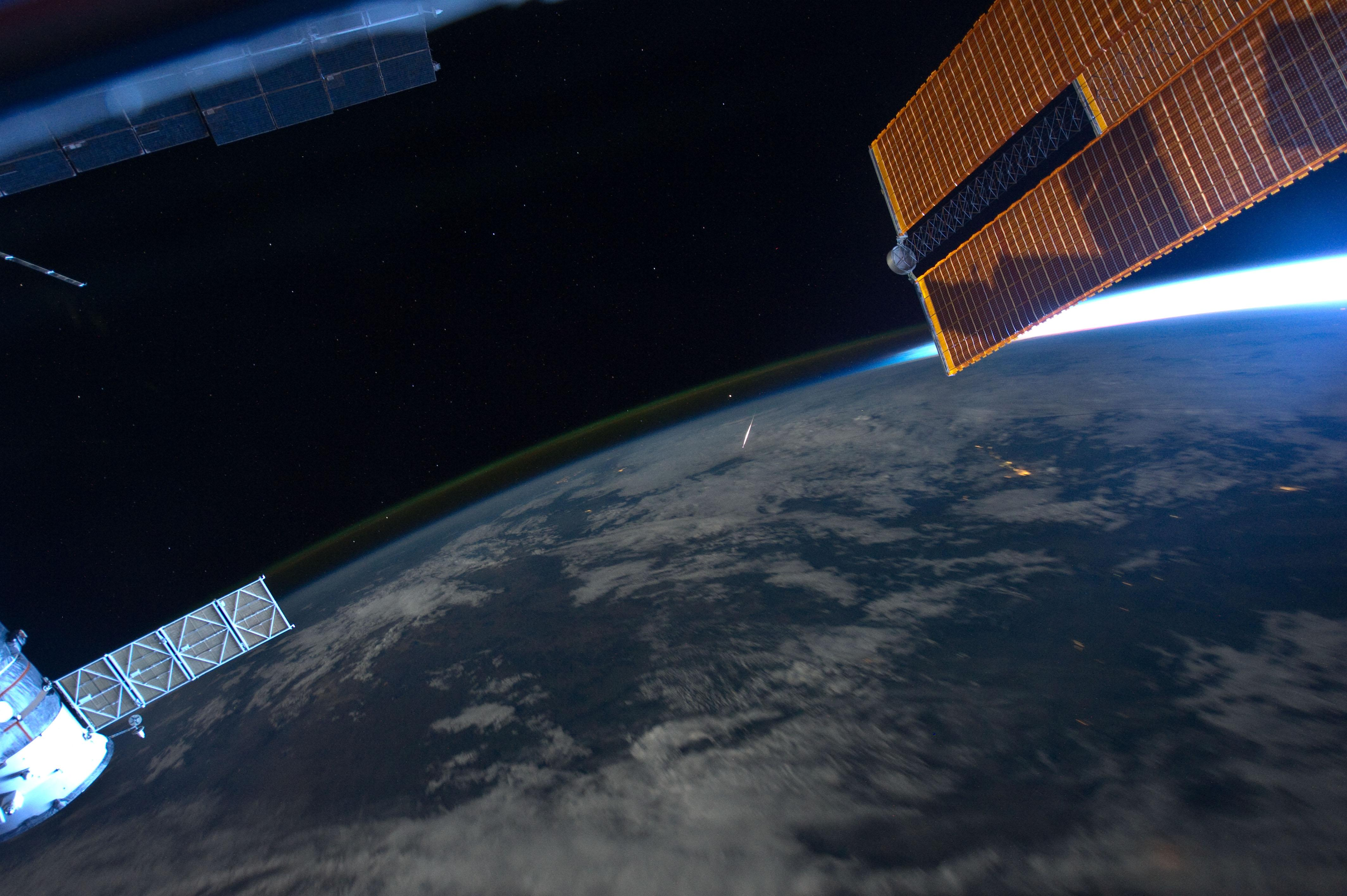
從在地球軌道上的國際太空站進行的觀測。

## 在流行文化中
在他1972年的歌曲「落基山高」中，美國創作歌手約翰·丹佛提到了他在科羅拉多州阿斯彭附近的山區進行家庭露營旅行時觀看英仙座流星雨的經歷，副歌歌詞是，「我看到天空中下著火雨。」
在1998年的歌曲「Hoshi no Furu Oka」（星之高岡）中，來自她的首張專輯母親父親兄弟姐妹，米希亞唱著「發現自己獨自一人在星山頂上，回憶起前一年在愛人的陪伴下觀看英仙座流星雨。」
美國小說家湯瑪斯·品欽（Thomas Pynchon）在他2006年的小說《逆日》（Against the Day，也翻譯成《抵抗白晝》或《迫在眉睫》）中提到，在玩完塔羅牌遊戲後，三個角色在多洛雷斯河谷以西觀看英仙座流星雨。
在流行的日本樂隊J Soul Brothers2013年的歌曲“R.Y.U.S.E.I”（流星）中，他們將英仙座流星雨描述為像傍晚的陣雨一樣墜落：它的流星像雨滴一樣在他們身後拉著尾巴。
在2014年日本樂隊SEKAI NO OWARI的「RPG」歌曲中，敘述者提到在觀看英仙座流星雨的夜晚，某些「對他們來說很珍貴」的分崩離析。
加拿大音樂家Lights在2014年的流行歌曲「隕石」中使用英仙座流星雨作為逃避經濟困難的隱喻。

在受歡迎的電視連續劇好奇的喬治，第7季第1b集中，喬治和他的朋友艾莉和比爾尋找英仙座流星雨，他們認為英仙座流星雨是看起來像錢包的生物。在這一集的結尾，艾莉的祖父倫金斯先生說英仙座流星雨是八月初發生的流星雨。
還可以參考網飛（Netflix）原創劇集《海雀岩》。

## 一般參考文獻和引用參考文獻
- Littman, Mark, The Heavens on Fire: The Great Leonid Meteor Storms, Cambridge, Cambridge University Press, 1998. ISBN 0521624053. Chapter 6, "The Discovery of the August Meteors", pp. 83–100.

## 外部連結
- Where to see the Perseids and public stargazing events in the UK (Go Stargazing)
- Worldwide viewing times for the 2016 Perseids meteor shower
- All you need to know about the Perseid meteor shower （页面存档备份，存于） (Paul Sutherland)
- How to photograph the Perseid meteor shower （页面存档备份，存于） (Skymania)
- Perseid Observing Conditions (The International Project for Radio Meteor Observation)
- 2014 Perseids Radio results (RMOB)
- Perseid Visibility Map （页面存档备份，存于） (2014 NASA Meteoroid Environment Office)
- 2009 Perseid Meteor Fireball
- NASA website on the Perseid shower of 2009
- Sky & Telescope Magazine – Perseids at Their Prime
- 2012 Image of Perseids emanating from the radiant
- What are the perseids?